# Charles Dunbar Burgess King
Charles Dunbar Burgess King (Monròvia, 12 de març de 1875 – Monròvia, 4 de setembre de 1961) va ser un advocat i polític americoliberià. Era membre del True Whig Party, partit que va dirigir el país de 1878 a 1980 i fou el 17è president de Libèria de 1920 a 1930. Charles Dunbar Burgess King nasqué a la capital de Libèria, de pares krios originaris de Sierra Leone. Va estudiar el dret i després de diplomar-se va fer carrera a la Cort Suprema, i més endavant al Departament d'Estat. Al començament del segle XX fou nomenat procurador general amb el nivell d'un ministre sota la presidència d'Arthur Barclay, càrrec que ocupà de 1904 a 1912. Sota el govern següent liderat pel president Daniel E. Howard va exercir la funció de secretari d'estat de 1912 a 1920. Fou president de Libèria entre el 1920 i el 1930.
Arrasà en les eleccions de 1927 amb més de 600 mil vots de diferència, amb un cens de 15.000 votants. Aquesta victòria ha estat considerada la més fraudulenta de la història segons el Guinness World Records de 1982.

## Escàndol per esclavitud i dimissió
El 1930 va dimitir després que Thomas Faulkner l'acusés que molts membres del seu partit reclutessin i venguessin molts treballadors com a esclaus i que una comissió de la Lliga de les Nacions determinés que l'esclavitud encara existia a Libèria i que fins i tot el govern havia utilitzat esclaus per a construir les seves infraestructures.